# 火车站街道 (甘州区)
火车站街道，是中国甘肃省张掖市甘州区下辖的一个乡镇级行政单位。

## 行政区划
火车站街道共辖以下地区：
康乐小区社区、张火公路社区。